# Silvester (Protopope)

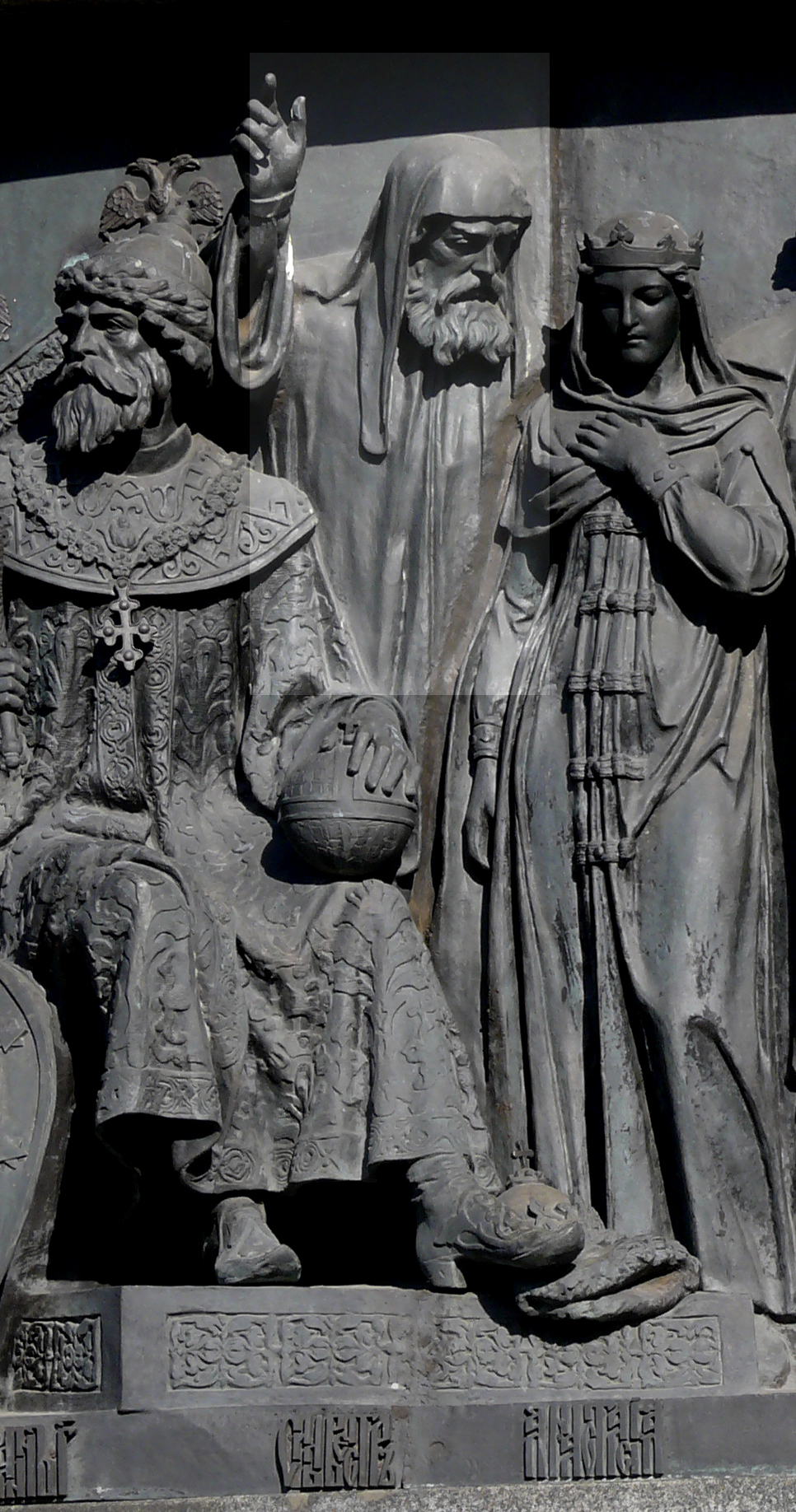
Priester Silvester am Denkmal “Tausendjähriges Russland” in Weliki Nowgorod

Protopope Silvester (russisch Protopop Silwestr, протопоп Сильвестр; wiss. Transliteration Protopop Sil'vestr; * Ende des 15. Jh.; † um 1565) war ein russischer orthodoxer Geistlicher und Autor. Er war der Beichtvater und Ratgeber Iwans des Schrecklichen.

## Leben
Silvester entfaltete eine große Wirksamkeit auf politischem, kirchlichem und literarischem Gebiet. Er begann seine Karriere in Nowgorod und war später Priester der Blagoweschtschenski-Kathedrale, der Hofkirche im Kreml in Moskau, wo er mit dem Metropoliten Makari in Kontakt kam.
Zusammen mit dem Kammerherrn Alexei Adaschew war er Leiter des Auserwählten Rats. Später wurde er jedoch ins Solowezkische Kloster, dann weiter ins Kirillo-Beloserski-Kloster verbannt.

## Zarenbuch
Im Zarenbuch (Zarstwennaja kniga), der offiziellen Chronik, heißt es nach Stählin über ihn:

„Es war, als ob er das alles vermöge, und alles gehorchte ihm, und niemand wagte ihm in irgendetwas zu widersprechen, der zaristischen Gunst wegen. Er befahl dem Metropoliten, den Erzbischöfen, den Archimandriten, Igumenen, Mönchen und Popen, Bojaren und Prikasleuten, waltete jegliche Angelegenheit, geistliche und zarische, und niemand wagte, etwas nicht nach seiner Weisung zu sagen und zu tun; und alles beherrschte er, beiderlei Herrschaftsbereiche: den geistlichen und den zarischen, wie ein Zar und Hoherpriester, nur den Namen und den Sitz hatte er nicht, sondern [bloß] den eines Popen; doch wurde er von allen nur hoch verehrt und beherrschte alles mit seinen Räten.“

## Werk
Seine Ausgabe des Hausbuchs Domostroi (Домострой, Domostroj) beschreibt die Regeln des gesellschaftlichen, kirchlichen, politischen und häuslichen Zusammenlebens.